# Massa brick
A massa brick (também grafada “brik”), ou “folha brick”, ou “malsouka” (também grafado “malsouqa”), ou ainda “warka” (ou “uarka”) é uma massa típica da culinária do Magrebe, feita com farinha de trigo ou misturada com semolina, com que se preparam crepes muito finos, usados por exemplo para a confeção de “briks” ou “briouats”, uma entrada ou petisco típica daquela região. Também é usada em Marrocos para as “pastilas” e outras preparações do mesmo tipo.  Supostamente, a massa brick tem origem na Tunísia e pode ser usada para fazer uma massa folhada semelhante à massa filo da Grécia. 
Uma receita simples para preparar esta massa consiste em misturar farinha, água, óleo e sal para obter um polme bastante líquido, que se deixa a descansar algum tempo, antes de cozer. Os crepes são feitos numa frigideira colocada sobre uma panela com água a ferver, pincelando a massa na frigideira sem a untar (se a frigideira não for não-aderente, pode pincelar-se primeiro com gema de ovo, que depois se limpa com papel-de-cozinha; isto tem que fazer-se para cada crepe). Quando o crepe está cozido, deve ser retirado com cuidado e colocado num recipiente tapado, para não secar; se não se usarem imediatamente todos crepes, podem ser pincelados com óleo ou manteiga e cobertos individualmente com película aderente (“cling wrap”) antes de guardar; aguentam até uma semana refrigerados, mas podem também ser congelados. 